# We Only Know So Much
We Only Know So Much è un film del 2018 diretto da Donal Lardner Ward.

## Trama
Trasferitasi col marito e i due figli a casa dei suoceri per prendersi cura di loro, Jean Copeland si ritrova ben presto coinvolta in una relazione extraconiugale. Ma anche gli altri membri della sua famiglia si ritrovano assillati da problemi di varia natura: il marito Gordon teme di stare per impazzire, la figlia Priscilla desidera diventare protagonista di un reality e il figlio Otis si innamora per la prima volta. 